# Santa María de Elizaberria
Santa María de Elizaberria, o de Lizaberria, fue la iglesia del monasteriolo de Lizaberria de Ibargoiti o de Zabalza. Documentada en el año 1084, desde finales del siglo XIII no existen testimonios documentales, aunque sí del poblado situado en su entorno, que desapareció en 1434. Perdura actualmente las ruinas de la iglesia y de su cementerio. Se sitúa en el término concejil de Salinas de Ibargoiti, en un altozano en la margen derecha del barranco Ubel, tributario del río Elorz.

## Historia
Santa María de Elizaberria, fue una iglesia propia o un monasteriolo propiedad de Sancha de Oriol que, en 1084, lo legó a su hija Sancha Sánchez, casada con Sancho Fortuñes, algo después fue cedida al monasterio de Leire. tal como consta en la donación documentada en 1094. El nombre elizaberria, en vasco, iglesia nueva, permite considerar que la iglesia, actualmente en ruinas, sutituyó a otra más antigua. Las iglesias propias  eran iglesias construidas y dotadas por un señor en tierras de su propiedad, como una dependencia de su dominio que le permitía eligir al personal eclesiástico que las atendían y participar en su rendimiento económico; solían tener una función parroquial extendida al poblado en que se situaban.Así debió suceder en la iglesia de Santa María, pues hay constancia del poblado de Elizaberria, o Lizaberría, hasta 1434. El término de monasteriolo, utilizado en ocasiones para algunas iglesias propias, pudo hacer referencia a que incluían la habitación del eremita.

## Los restos de la iglesia

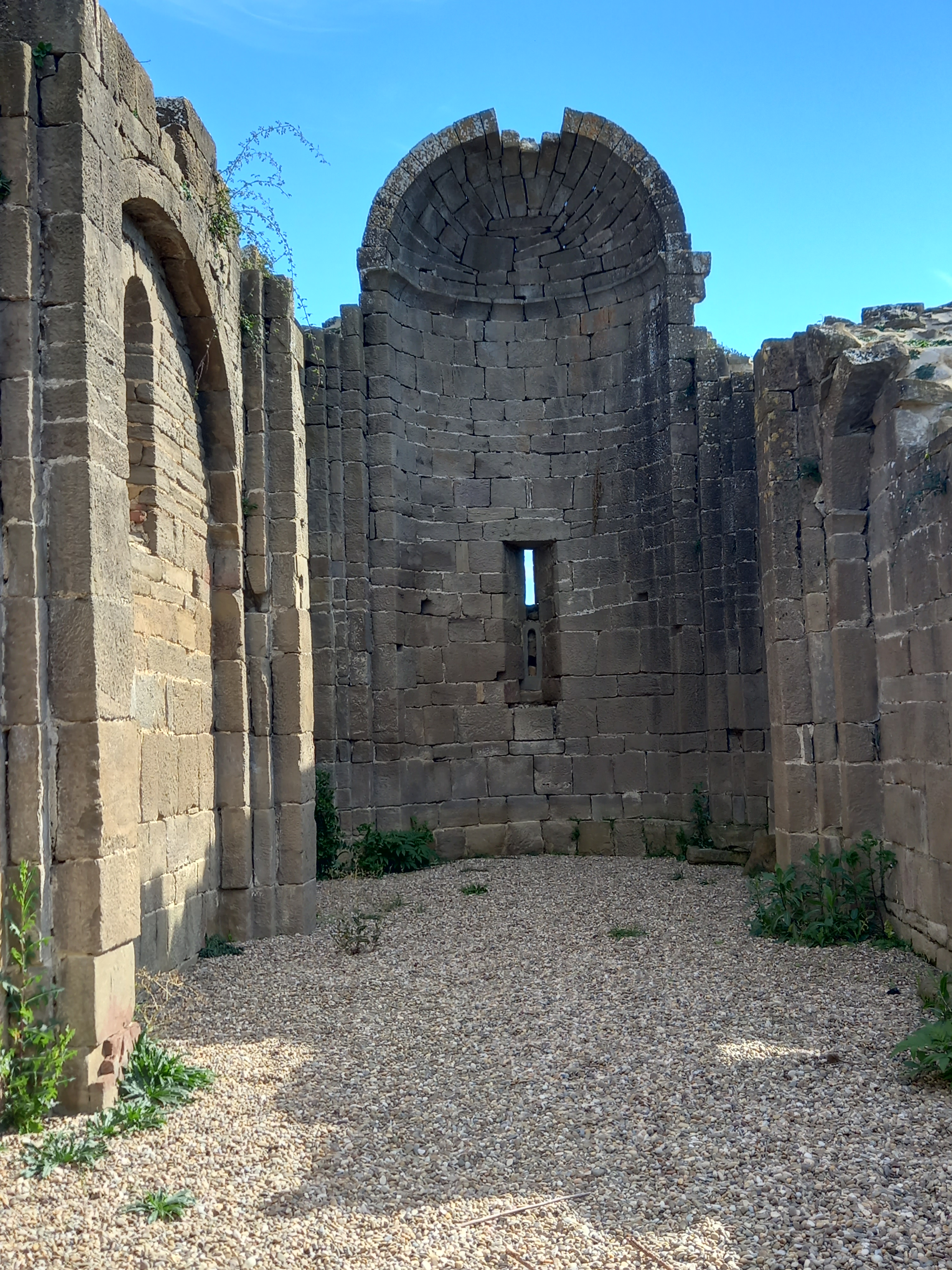
Vista del interior, con el ábside al fondo

Según atestiguan los restos de la construcción, se trata de un templo de estilo románico rural, que constaba de una sola nave de dos tramos con un ábside, orientada del modo tradicional de este a oeste, con el presbiterio, y ábside, en el este. La nave debió cubrirse mediante una bóveda de medio cañón con arcos fajones, de los que se conseva el arranque del sutuado a los pies de la nave, y testimonían los pilares que lo sostenían; en el arranque de estos arcos corría una imposta con una moldura en forma de caveto bajo un listel. En cada uno de los tramos de la nave, en el plano situado bajo la imposta, se disponían arcos formeros de medio punto, posiblemente solo con función decorativa. De ellos se conserva el del lado del evangelio del tramo contiguo al presbiterio. El grueso de los muros hiceron innecesarios los contrafuertes.
Actualmente se conservan parcialmente todos los paramentos exteriores. Los muros laterales con un grueso de entre 146 y 170 cm están formados por dos hojas paralelas de fábrica de sillar, que dejan en su interior un sólido formado por mampuestos y argamasa. Los sillares están cuidadosamente labrados y escuadrados, aunque de unas dimensiones variables que no permiten formar hiladas homogéneas, de modo que se incluyen uno, dos o más sillares superpuestos en la misma hiladaSe mantiene, prácticamente completo, el ábside del templo, cubierto por una bóveda de horno. Los muros laterales alcanzan, junto al ábside la altura en que debió iniciarse la bóveda de la nave; desde ese punto pierden altura, especialmente el muro correspondiente al lado de la epístola, que queda reducido a un tercio de su altura en el punto medio. Sin embargo, mantienen una mayor altura al alcanzar  los pies de la nave; la ruina de estos muros laterales es mayor en la hoja exterior que lo compone, mientras la ffábrica de sillar de la hoja interior se conserva. El plano de apoyo de la construcción queda hundido respecto a su entorno. Tanto en el eje del ábside como en todo el perímetro se abren hasta catorce huecos, la mayoría estrechos, a modo de aspilleras, pero hay alguno de mayor dimensión con un arco de medio punto, y tres huecos que permitían el acceso al templo: uno a los pies de la nave y uno en cada uno de los muros laterales, aunque el correspondiente al lado del evangelio, quedó tapiado.  
A finales del siglo XX se consolidaron las ruinas de la iglesia, despejando su interior y alrededores de la vegetación que en 1892 la invadía en su mayor parte.